# Komárno
Komárno (in ungherese Komárom, in tedesco Komorn) è una città della Slovacchia, capoluogo del distretto omonimo, nella regione di Nitra. Situata sui fiumi Danubio e Váh, sorge a circa 100 km a sud-est di Bratislava.
La città si trova sul percorso della ciclabile del Danubio.

## Storia
I primi documenti scritti riguardo alla città risalgono al 1075. Fondata durante la dominazione romana ottenne lo statuto di città libera nel 1331. Tra il 1543 e il 1663 cadde più volte in mano ai turchi. Nel 1848-49, nel corso della rivoluzione ungherese, insorse contro gli austriaci, ma dovette arrendersi dopo aver sostenuto un estenuante assedio. Fino al 1920, costituiva un'unica entità amministrativa con Komárom. Nel 1920 fu divisa tra Cecoslovacchia e Ungheria. Fino al 1992 ha fatto parte della Cecoslovacchia.

## Società

### Etnie e minoranze straniere
Nel 2001 la composizione etnica della città era la seguente:
- 60,09% di ungheresi
- 34,68% di slovacchi
- 1,23% di rom
- 0,98% di cechi